# Браун, Элис
Элис Браун (англ. Alice Brown; 5 декабря 1856 или 5 декабря 1857, Хамптон-Фолс, Нью-Гэмпшир — 21 июня 1948[…], Бостон) ― американская писательница, поэтесса и драматург.

## Биография
Элис Браун родилась в 1857 году в городе Хэмптон-Фолс, штат Нью-Гэмпшир. В 1876 году окончила Семинарию Робинсона в Эксетере.  В течение пяти лет после этого работала школьной учительницей, а в 1884 году переехала в Бостон, где решила полностью посвятить себя писательской деятельности. Сначала она работала в журнале Christian Register, а с 1885 года ― в Youth's Companion . 
В течение многих лет пользовалась большой известностью и репутацией плодовитого автора, но ее популярность пошла на убыль после начала XX века. Выпускала по одной книге в год вплоть до 1935 года, когда отошла от писательской деятельности. Она переписывалась с преподобным  Майклом Эрлсом из Колледжа Святого Креста и с отцом Дж. М. Леленом из города Фалмут, штат Кентукки, с которыми среди прочего обменивалась стихами. В Йельском университете и в Колледже Святого Креста теперь хранятся дошедшие до нас письма писательницы: сама она указала в завещании уничтожить её переписку. Элис Браун скончалась в Бостоне в 1948 году.

## Сочинения
- Fools of Nature (1887)
- Sunrise on Mansfield Mountain (1895) (Harper's New Monthly Magazine Oct 1895)
- Meadow-Grass: Tales of New England Life (1896)
- The Rose of Hope (1896)
- The Day of His Youth (1897)
- Tiverton Tales (1899)
- Kings End (1901)
- Margaret Warrener (1901)
- High Noon (1904)
- Paradise (1905)
- The Country Road (1906)
- Rose MacLeod (1908)
- The Story of Thyza (1909)
- John Winterbourne's Family (1910)
- Country Neighbors (1910)
- Golden Baby (1910) (в 2009 году Библиотека Америки включила данную повесть в сборник американских фантастических рассказов под редакцией Питера Страуба[7])
- The One-Footed Fairy (1911)
- The Secret of the Clan (1912)
- My Love and I (1912)
- Robin Hood's Barn (1913)
- Vanishing Points (1913)
- Joint Owners in Spain (1914)[8]
- Children of Earth (1915)
- Bromley Neighborhood (1917)
- The Prisoner (1916)
- The Flying Teuton (1918)
- The Black Drop (1919)[9]
- Homespun and Gold (1920)
- The Wind Between the Worlds (1920)
- One-Act Plays (1921)
- Louise Imogen Guiney — a Study (1921)
- Old Crow (1922)
- Ellen Prior, (1923)
- Dear Old Templeton (1927)
- The Kingdom in the Sky (1932)
- Jeremy Hamlin (1934)
- The Willoughbys (1935)